# یواس‌اس پیکرل (اس‌اس-۱۷۷)
یواس‌اس پیکرل (اس‌اس-۱۷۷) (به انگلیسی: USS Pickerel (SS-177)) یک زیردریایی بود که طول آن ۲۹۸ فوت (۹۱ متر) بود. این زیردریایی در سال ۱۹۳۶ ساخته شد.